# Judas e o Messias Negro
Judas and the Black Messiah (bra/prt: Judas e o Messias Negro) é um filme de drama biográfico estadunidense dirigido por Shaka King. O filme foi escrito por King e Will Berson, baseado na história de Fred Hampton e do Partido dos Panteras Negras nos anos 1960.
Judas and the Black Messiah foi lançado nos Estados Unidos em 2021. O filme é estrelado por Daniel Kaluuya e Lakeith Stanfield. O filme foi elogiado pela crítica, que elogiou a direção de King, as performances (particularmente de Kaluuya e Stanfield) e seus temas atuais. Na 93.ª edição do Oscar, ganhou as categorias de Melhor Ator/Actor Coadjuvante/Secundário (Kaluuya) e Melhor Canção original por "Fight for You" de H.E.R. e Dernst Emile II, resultando ao todo um total de seis indicações. Por sua atuação, Kaluuya também ganhou o prêmio de Melhor Ator Coadjuvante no Globo de Ouro, Critics 'Choice Awards, Screen Actors Guild Awards e BAFTA Awards.

## Elenco
- Daniel Kaluuya como Fred Hampton
- Lakeith Stanfield como William O'Neal
- Jesse Plemons como Roy Mitchell
- Dominique Fishback como Deborah Johnson
- Ashton Sanders como Larry Roberson
- Martin Sheen como J. Edgar Hoover
- Algee Smith como Jake Winters
- Lil Rel Howery como Brian
- Jermaine Fowler como Mark Clark
- Darrell Britt-Gibson como Bobby Rush
- Robert Longstreet como Agente Especial Carlyle

## Recepção
No agregador de resenhas Rotten Tomatoes, o filme detém uma taxa de aprovação de 96% com base em 334  resenhas, com uma classificação média de 8,30/10. O consenso dos críticos do site diz: "Uma dramatização eletrizante de eventos históricos, Judas e o Messias Negro é uma condenação vigorosa da injustiça racial - e um grande triunfo para seu diretor e estrelas." No Metacritic, tem uma pontuação média ponderada de 85 de 100, com base em 49 críticos, indicando "aclamação universal".